# Mouchy-le-Châtel
Mouchy-le-Châtel település Franciaországban, Oise megyében. Lakosainak száma 75 fő (2022. január 1.). Mouchy-le-Châtel Berthecourt, Cauvigny, Heilles, Hermes és Mouy községekkel határos.

## Népesség
A település népességének változása:
| Lakosok száma | 80   | 81   | 82   | 82   | 82   | 82   | 79   | 75   |
|               | 2013 | 2015 | 2017 | 2018 | 2019 | 2020 | 2021 | 2022 |